# Règle du sens ordinaire
En common law, la règle du sens ordinaire (anglais : plain meaning rule), également connue sous le nom de règle du sens littéral (anglais : literal rule), est l'une des trois règles d'interprétation législative traditionnellement appliquées par les tribunaux anglais, canadiens et américains. Les deux autres sont le mischief rule et la golden rule.
La règle du sens ordinaire dicte que les lois doivent être interprétées selon le sens ordinaire de la langue de la loi. En d'autres termes, une loi doit être lue mot pour mot et doit être interprétée selon le sens ordinaire du langage, à moins qu'une loi ne définisse explicitement certains de ses termes autrement ou à moins que le résultat ne soit cruel ou absurde. Les mots ordinaires reçoivent leur sens ordinaire, les termes techniques reçoivent leur sens technique et les termes culturels locaux sont reconnus comme pertinents aux fins de l'application de la loi. La règle du sens ordinaire est le mécanisme qui empêche les tribunaux de prendre parti dans les questions législatives ou politiques.

## Explication dans la jurisprudence
Une explication de la règle a été donnée dans l'affaire Sussex Peerage Case . « La seule règle d'interprétation des lois du Parlement est qu'elles doivent être interprétées conformément à l'intention du Parlement qui a adopté la loi. Si les mots eux-mêmes sont précis et dépourvus d'ambiguïté, la seule chose qu'on peut exiger est d'expliquer ces mots dans le sens naturel et ordinaire. Dans un tel cas, les mots pris isolément sont les plus à même d'exprimer l'intention du législateur ».
Cependant, l'utilisation de la règle du sens littéral peut aller à l'encontre de l'intention du Parlement. Par exemple, dans l'affaire Whiteley v. Chappel, le tribunal est arrivé à la conclusion à contrecœur que Whiteley ne pouvait pas être reconnu coupable d'ayant usurpé l'identité de « toute personne ayant le droit de voter » lors d'une élection, parce que la personne qu'il imitait était décédée. Selon une interprétation littérale de la disposition législative pertinente, le défunt n'était pas « une personne ayant le droit de voter ».
Cela ne peut certainement pas avoir été l'intention du Parlement. Cependant, la règle littérale ne tient pas compte des conséquences d'une interprétation littérale, seulement si les mots ont un sens clair qui a un sens dans ce contexte. Si le Parlement n'aime pas l'interprétation littérale, il doit alors modifier la loi